# Eufrenchia laminifer
Eufrenchia laminifer är en insektsart som beskrevs av Buckton. Eufrenchia laminifer ingår i släktet Eufrenchia och familjen hornstritar. Inga underarter finns listade i Catalogue of Life.